# Amanoa strobilacea
Amanoa strobilacea är en emblikaväxtart som beskrevs av Johannes Müller Argoviensis. Amanoa strobilacea ingår i släktet Amanoa och familjen emblikaväxter. IUCN kategoriserar arten globalt som sårbar. Inga underarter finns listade i Catalogue of Life.